# FCGRT
FCGRT‏ (Fc fragment of IgG receptor and transporter) هوَ بروتين يُشَفر بواسطة جين FCGRT في الإنسان.